# Atanasio Molina
Atanasio Molina (* 1. August 1995 in Lugano) ist ein Schweizer Eishockeyspieler, welcher seit 2020 für den EHC Basel aus der Swiss League unter Vertrag steht.

## Karriere und Leben
Atanasio Molina hat seine gesamte Ausbildung bei den GCK Lions beziehungsweise den ZSC Lions bestritten. Molinas Talent für den Eishockeysport zeigte sich bereits in einem frühen Alter. Aufgrund der Förderung der Lions-Organisation reifte Molina zu einem zuverlässigen Verteidiger, welcher mit den Lions-Junioren zahlreiche Meistertitel feiern konnte und die Schweiz auch bei mehreren Nachwuchsturnieren vertrat. Seit 2013 spielte Molina bei den GCK Lions in der National League B. In der Saison 2015/16 wurde Atanasio Molina erstmals in der National League A von den ZSC Lions eingesetzt und überzeugte direkt in seinem ersten Einsatz auf höchstem Niveau.
Die darauffolgende Saison verbrachte er vorwiegend beim NLB-Klub EHC Winterthur, absolvierte aber auch elf Playoffspiele für den Ligakonkurrenten SC Rapperswil-Jona Lakers. Bis 2019 war er Stammspieler beim EHC Winterthur, ehe der Wechsel zum EHC Bülach aus der MySports League folgte.
Auch die Saison 2020/21 begann er in der höchsten Amateurliga, wurde aber im Saisonverlauf an den HC Thurgau verliehen. Im Anschluss kehrte der Verteidiger zum EHC Basel zurück, mit dem ihm der Aufstieg in die zweitklassige Swiss League gelang.
Molina hat das Kunst- und Sportgymnasium Rämibühl in Zürich im Sommer 2015 abgeschlossen und ist seither Profi.